# Anthaxia caudipennis
Anthaxia caudipennis es una especie de escarabajo del género Anthaxia, familia Buprestidae. Fue descrita científicamente por Bílý en 1983.